# Mai 1990

## Événements

### Vendredi4 mai 1990
- La république socialiste soviétique de Lettonie accède à l'indépendance
- La république socialiste soviétique d'Ouzbékistan accède à l'indépendance
- Nomination du gouvernement Lunda Bululu au Zaïre

### Samedi5 mai 1990
- Allemagne : l'URSS refuse l'entrée de l'Allemagne réunifiée dans l'OTAN.

### Mardi8 mai 1990
- France : profanation de 34 tombes juives à Carpentras (8-9 mai). Début de l'Affaire de la profanation de Carpentras.

### Dimanche13 mai 1990
- Formule 1 : Grand Prix automobile de Saint-Marin.

### Jeudi17 mai 1990
- L’Organisation mondiale de la santé supprime l’homosexualité de la liste des maladies mentales, mettant fin à plus d’un siècle d’homophobie médicale.

### Vendredi18 mai 1990
- Allemagne : la RDA et la RFA signent un accord d'union économique et monétaire, étape vers la réunification.
- Record du monde de vitesse sur rail pour la rame du TGV Atlantique, qui atteint la vitesse de 515,3 km/h.

### Dimanche20 mai 1990
- 20 mai : déclaration d'indépendance de la Roumanie vis-à-vis de l'Union soviétique.

### Mardi22 mai 1990
- Windows 3.0 : sortie du système d'exploitation Windows 3.0 par Microsoft.

### Mercredi23 mai 1990
- Hongrie : József Antall forme le premier gouvernement de l'après communisme.

### Dimanche27 mai 1990
- Formule 1 : Grand Prix automobile de Monaco.

### Mardi29 mai 1990
- Élection de Boris Eltsine au poste de président de la Russie.

### Mercredi30 mai 1990
- Croatie : les premières élections multipartite en Croatie portent Franjo Tuđman, de l'Union démocratique croate au pouvoir.

## Naissances
- 2 mai : Kay Panabaker, actrice américaine.
- 3 mai : Brooks Koepka, joueur professionnel de golf américain.
- 5 mai : Song Jieun, chanteuse sud-coréenne ancienne membre du girl group Secret.
- 6 mai : José Altuve, joueur de baseball vénézuélien.
- 7 mai : Romero Osby, basketteur américain.
- 10 mai : Haruka Katayama, chanteuse japonaise.
- 12 mai :
  - Florent Amodio, patineur artistique français.
  - Sophie Bray, joueuse de hockey sur gazon britannique.
  - Nour Dissem, coureuse cycliste tunisienne.
  - Anastasija Grigorjeva, lutteuse lettonne.
- 16 mai : Thomas Brodie-Sangster, acteur britannique.
- 22 mai : Valentin Petit, réalisateur français († 20 mai 2023).
- 23 mai : Ricardo dos Santos, surfeur brésilien († 20 janvier 2015).
- 27 mai : Chris Colfer, acteur, scénariste, producteur, écrivain et chanteur américain.
- 31 mai : Phillipa Soo, actrice et chanteuse américaine.

## Décès
- 8 mai :
  - Luigi Nono, compositeur italien (° 1924).
  - Tomás Ó Fiaich, cardinal irlandais, archevêque d'Armagh (° 3 novembre 1923).
- 13 mai : Albert Hendrickx, coureur cycliste belge (° 19 juillet 1916).
- 16 mai :
  - Sammy Davis Jr., chanteur américain (° 1925).
  - Jim Henson, créateur du Muppet Show (° 1936).
- 18 mai : 
  - Jill Ireland, actrice britannique (° 1936).
  - Joseph-Marie Trinh van-Can, cardinal vietnamien, archevêque de Hanoi (° 19 mars 1921).
- 23 mai : Julijans Vaivods, cardinal letton, administrateur apostolique de Riga (° 18 août 1895).